# Нова Зеландія на літніх Олімпійських іграх 2004
Нова Зеландія брала участь в Літніх Олімпійських іграх 2004 року в Афінах (Греція) в двадцять другий раз за свою історію, і завоювала три золоті та дві срібні медалі. Збірну країни представляли 67 жінок.

## Золото
- Академічне веслування  — Джорджіна Еверс-Свінделл та Керолайн Еверс-Свінделл.
- Триатлон, чоловіки  — Хаміш Картер.
- Велосипедний спорт, жінки  — Сара Ульмер.

## Срібло
- Веслування на байдарках і каное, чоловіки  — Бен Фухі.
- Тріатлон, чоловіки  — Бівен Докерті.